# Chancey Juday
Chancey Juday (* 5. Mai 1871 in Millersburg, Indiana; † 30. März 1944 in Madison, Wisconsin) war ein US-amerikanischer Biologe und Mitbegründer der Limnologie.
C. Juday graduierte an der Indiana University 1896 zum B.A. und 1897 zum M.A. 1900 bis 1901 lehrte er erstmals an der University of Wisconsin. Nach Zwischenspielen 1903 bis 1904 an der University of Colorado und 1904 bis 1905 an der University of California kehrte er 1905 nach Wisconsin zurück. Damit begann eine langjährige fruchtbare Zusammenarbeit mit dem 21 Jahre älteren E.A. Birge. Gemeinsam gründeten sie die Wisconsin School of Limnology am Lake Mendota und erforschten diesen See. Mit der gemeinsamen Veröffentlichung ihren Studien 1911 legten sie einen wichtigen Grundstein für die limnologische Wissenschaft.
Juday wurde 1927 Präsident der Ecological Society of America und 1935–1936 Präsident der American Limnological Society sowie 1937–1939 Präsident der Wisconsin Academy of Science, Arts and Letters. 1950 erhielt er die Naumann-Medaille.